# James Graham (8. książę Montrose)
James Graham, 8. książę Montrose (ur. 6 kwietnia 1935 w Rodezji Południowej) – brytyjski polityk i arystokrata, działacz Partii Konserwatywnej, członek Izby Lordów jako jeden z parów dziedzicznych, jedyna zasiadająca w Izbie osoba z tytułem książęcym.
Książę urodził się w Rodezji Południowej, brytyjskiej kolonii na obszarze dzisiejszego Zimbabwe, gdzie jego ojciec działał w branży rolnej. Młody James został wysłany na naukę do szkół z internatem w Szkocji, następnie przez pewien czas podróżował po świecie jako wolontariusz organizacji dobroczynnych. W 1962 rozpoczął pracę dla rodzinnego przedsiębiorstwa książąt Montrose, obejmującego przede wszystkim farmy i nieruchomości. W 1984 przejął kierownictwo firmy.
W 1992, po śmierci swego ojca, odziedziczył tytuł księcia Montrose i zarazem przywódcy szkockiego klanu Grahamów. Wraz z tytułem przejął także miejsce w Izbie Lordów, gdzie zasiadł w ławach konserwatystów. Jako parlamentarzysta szczególnie interesuje się sprawami Szkocji i rolnictwa. Po reformie Izby Lordów z 1999 roku, która ograniczyła liczbę parów dziedzicznych do 92, został jedyną osobą w gronie pozostałych w parlamencie lordów dziedzicznych z tytułem książęcym. Przez wiele lat zasiadał w gabinecie cieni jako wiceminister ds. Szkocji, a także m.in. wiceminister środowiska.
Od 1970 jest żonaty z Catherine Young, z pochodzenia Kanadyjką. Mają troje dzieci.